# Robert A. Roe

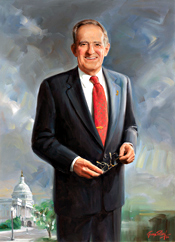
Robert A. Roe

Robert A. Roe (* 28. Februar 1924 in Wayne, New Jersey; † 15. Juli 2014 in Green Pond, New Jersey) war ein US-amerikanischer Politiker. Zwischen 1969 und 1993 vertrat er den Bundesstaat New Jersey im US-Repräsentantenhaus.

## Werdegang
Robert Roe studierte an der Oregon State University in Corvallis und danach an der Washington State University in Pullman. Während des Zweiten Weltkrieges diente er in der United States Army. Danach wurde er im Bankgewerbe tätig. Dabei wurde er Vorstandsvorsitzender der Morris Canal & Banking Co. Gleichzeitig begann er als Mitglied der Demokratischen Partei eine politische Laufbahn. In den Jahren 1955 und 1955 gehörte er deren Ortsvorstand in seiner Geburtsstadt Wayne an. Von 1956 bis 1961 war er Bürgermeister dieses Ortes. Zwischen 1959 und 1963 saß Roe auch im Kreisrat des Passaic County, dessen Vorsitz er in den Jahren 1962 und 1963 innehatte. Von 1963 bis 1969 fungierte er als Minister für Umweltschutz und wirtschaftliche Entwicklung in New Jersey.
Nach dem Rücktritt des Abgeordneten Charles Samuel Joelson wurde Roe bei der fälligen Nachwahl für den achten Sitz von New Jersey als dessen Nachfolger in das US-Repräsentantenhaus in Washington, D.C. gewählt, wo er am 4. November sein neues Mandat antrat. Nach elf Wiederwahlen konnte er bis zum 3. Januar 1993 im Kongress verbleiben. Zwischen 1987 und 1991 war er Vorsitzender des Wissenschaftsausschusses; von 1991 bis 1993 leitete er den Verkehrsausschuss. Während seiner Zeit als Abgeordneter endete der Vietnamkrieg. Im Jahr 1974 wurde auch die Arbeit des Kongresses von der Watergate-Affäre überschattet.
1977 bewarb sich Roe erfolglos um die Nominierung seiner Partei für die Gouverneurswahlen in New Jersey. Nachdem er 1992 auf eine weitere Kandidatur verzichtet hatte, schied er am 3. Januar 1993 aus dem Kongress aus. Danach arbeitete er als Berater. Im Jahr 1993 machte er negative Schlagzeilen, als er in betrunkenem Zustand einen Autounfall verursachte, bei dem zwei Personen verletzt wurden.